# ويليام دي أزيفيدو فورتادو
ويليام دي أزيفيدو فورتادو (بالبرتغالية: William de Asevedo Furtado‏) (3 أبريل 1995 البرازيل - ) هو لاعب كرة قدم برازيلي، شارك في كرة القدم في الألعاب الأولمبية الصيفية 2016.

## وصلات خارجية
ويليام دي أزيفيدو فورتادو على موقع الاتحاد الدولي (مؤرشف)  (الإنجليزية)
- ويليام دي أزيفيدو فورتادو على موقع قاعدة بيانات كرة القدم.إي يو (الإنجليزية)
- ويليام دي أزيفيدو فورتادو على موقع Soccerway.com (الإنجليزية)
- ويليام دي أزيفيدو فورتادو على موقع عالم كرة القدم.نت (الإنجليزية)
- ويليام دي أزيفيدو فورتادو على موقع أوليمبيديا (الإنجليزية)
- ويليام دي أزيفيدو فورتادو على موقع اللجنة الأولمبية البرازيلية (البرتغالية)
- ويليام دي أزيفيدو فورتادو على موقع AS.com (الإسبانية)